# Chiesa di Santa Maria dell'Ogninella
La Chiesa di Santa Maria dell'Ogninella è una chiesa cattolica romana sconsacrata, situata di fronte a Piazza Ogninella, che si trova a due isolati a est da Piazza dell'Università a est lungo Via Euplio Reina, nel centro della città di Catania.

## Storia e descrizione
L'attuale chiesa fu costruita nel 1711, su commissione di una congregazione laica di laureati in giurisprudenza, medicina o teologia, nonché funzionari governativi e notai, su progetti attribuiti a Giovanni Battista Vaccarini. La cappella precedente del sito, come la maggior parte di Catania, era stata rasa al suolo dal terremoto del 1693.
La derivazione del titolo Ogninella è complicata: adiacente alle mura cittadine era stata costruita una precedente chiesa cittadina denominata Santa Maria da Ongia. Il nome Ongia è il sito a nord di Catania dove Ulisse sarebbe sbarcato in Sicilia durante la sua Odissea. Si ritiene che il terremoto del 1693 abbia portato alla luce, nei pressi della scomparsa Porta San Orsola delle mura medievali, un'antica icona affrescata della Vergine, attribuita alla chiesa dell'Ongia. Questa icona è stata presa per essere ospitata in questa chiesa. In qualche modo il nome della chiesa venne trasmutato in Ogninella.
Nel XX secolo la chiesa fu venduta nel corso dei secoli a diversi proprietari, della decorazione interna rimane poco. La chiesa ha una cupola ottagonale e una caratteristica facciata arrotondata.
La Piazza è notevole perché la zona fu coinvolta negli scontri del maggio 1860 tra i ribelli e l'esercito napoletano del re borbone Francesco II delle Due Sicilie. Garibaldi era sbarcato a Marsala, nella Sicilia occidentale, l'11 maggio e si stava deliberatamente spostando verso est con il suo esercito di volontari. Ribellioni contro il dominio borbonico scoppiarono in molti centri urbani della Sicilia, compresa Catania. Le truppe governative che miravano a disperdere i ribelli si spostarono a ovest del Castello Ursino. Nel Palazzo Tornabene, di fronte alla facciata della chiesa, i ribelli avevano piazzato un cannone che era stato nascosto durante la precedente rivoluzione (1848). A maneggiare il cannone c'era Giuseppa Bolognara Calcagno, ex trovatella e serva di un oste. Dal palazzo sorprese le truppe che avanzavano su quella che oggi è Via Euplio Reina. Più tardi quel giorno sorprese nuovamente le truppe che avanzavano, creando una falsa scarica fulminando della polvere da sparo vicino alla bocca del cannone. Quando le truppe avanzarono per catturare quello che consideravano un pezzo di artiglieria esaurito, lei scagliò una raffica a distanza ravvicinata. Si guadagnerebbe il soprannome di Peppa a Cannunera. Ciò permise ai ribelli di catturare un pezzo d'artiglieria borbonico. Mentre la ribellione di Catania venne inizialmente repressa, le truppe borboniche presto fuggirono a nord, a Messina, poi nella penisola.